# Mouna Jlezi
Mouna Jlezi ou Mouna Jlizi (arabe : منى الجليزي), née le 22 juin 1991, est une handballeuse tunisienne.
Elle évolue au poste de pivot avec le CS Măgura Cisnădie (en).
Elle fait également partie de l'équipe de Tunisie, avec laquelle elle participe aux championnats du monde 2015 au Danemark, championnat du monde 2017 en Allemagne et championnat du monde 2021 en Espagne.

## Sélection
- Championnat du monde :
  - 21e en 2015 ( Danemark)
  - 24e en 2017 ( Allemagne)
  - 26e en 2021 ( Espagne)
- Championnat d'Afrique des nations :
  - 6e en 2018 ( République du Congo)
  - 3e en 2021 ( Cameroun)